# Интернет-представительство
Интернет-представительство — в отличие от веб-сайта (Веб-представительство), который определяется как совокупность документов, определённых одним доменным или IP-адресом, представляется как комплекс веб-сайтов, электронных документов, интернет-инструментов, профилей социальных сетей и других интернет ресурсов и мероприятий выведенных, проводимых и поддерживаемых для полноценного представления информации, необходимых электронных документов, ведения интерактивного взаимодействия со сторонними пользователями как частными лицами, так и организациями с целью обеспечения полноценного комплексного представительства собственных интересов в сети Интернет.
Типичное интернет-представительство на сегодня состоит из:
- одного или нескольких профильных и тематических сайтов, например основной сайт компании и, как инструмент электронной коммерции — интернет-магазин компании;
- официальные страницы или группы в социальных сетях, для распространения информации и популяризации услуг компании;
- инструменты осуществления информационных почтовых и других (чаще RSS) рассылок компании подписчикам, как постоянным, так и разовым;
- промосайты, подготовленные компанией для привлечения внимания целевой аудитории к спец-предложениям, акциям и прочим мероприятиям компании;
- кроме того, всё чаще используется информационная поддержка в качестве сторонних блогов. Это может быть как постоянный блог самой компании, так и один или несколько партнёров, ведущих собственные блоги в интересах заказчика;

Развитию сетей интернет-ресурсов и вспомогательных инструментов, составляющих в комплексе интернет-представительство, способствует номинальное деление общего интернет-пространства на субпространства, принадлежащие социальным сетям. В каждом таком популярном, своего рода субинтернете, для полноценного представительства собственных интересов становится просто необходимо создавать и поддерживать информационно-интерактивные разделы.
Развитие комплексных интернет-представительств становится не только всё более популярным для частных лиц и организаций, но и просто незаменимым решением в режиме возрастающей информационной конкуренции.